# День работника гражданской авиации
День работника гражданской авиации — праздничный день для профессионального работника гражданской авиации, приуроченный к дате возникновения воздушного флота (9 февраля 1923 года). День установлен Указом № 98 Президента РФ В. В. Путина от 9 февраля 2013 года.
День 9 февраля все работники гражданской авиации России, пилоты, бортпроводники, технические работники, отмечают свой профессиональный праздник.
В этот день 1923 Совет Труда и Обороны РСФСР принял постановление «О возложении технического надзора за воздушными линиями на Главное управление воздушного флота и об организации Совета по гражданской авиации». В СССР появился воздушный флот, осуществляющий перевозку пассажиров, путешествующих по служебным или личным делам, почты и разного рода грузов. Первым маршрутом, по которому могли отправиться авиапассажиры, стала воздушная линия «Москва — Нижний Новгород» протяженностью 420 километров.
В 2023 году отмечалось 100 лет российской авиации.
В этот день некоторые авиакомпании и аэропорты устраивают на своей территории торжественные мероприятия. В Ульяновской области, «авиационной столице России», традиционно проводят праздничные собрания, концерты, встречи с ветеранами и посвящение молодых курсантов и сотрудников.

## История праздника
До 1979 года работники гражданской авиации отмечали свой профессиональный праздник в третье воскресенье августа, в День Воздушного Флота СССР. В 1979 году указом Президиума Верховного Совета второе воскресенье февраля было объявлено «Днем Аэрофлота», но в 1988 году его объединили с Днем Воздушного Флота СССР, и работники гражданской авиации стали снова отмечать праздник в третье воскресенье августа.
Постановлением Президиума Верховного Совета Российской Федерации от 28 сентября 1992 года День Воздушного флота России был установлен на третье воскресенье августа, а второе воскресение февраля продолжало ассоциироваться всеми авиаторами как день рождения отечественной гражданской авиации.
В 2013 году указом Путина был установлен День работника гражданской авиации на 9 февраля.